# Freddy Got Fingered
Freddy Got Fingered är en komedi från 2001 med bland andra Tom Green, Rip Torn och Marisa Coughlan i rollerna.

## Handling
Gordon Brody (Tom Green) är 28 år och bor hemma hos sina föräldrar. Gordon bestämmer sig för att åka till Hollywood där han försöker bli en animerare. Väl framme får han reda på att karaktärerna i hans serier är för tråkiga. Så han åker tillbaka hem och försöker komma på idéer. När han besöker sin vän Darren (Harland Williams) på sjukhuset träffar han Betty (Marisa Coughlan) som senare blir hans flickvän och hon inspirerar honom till nya idéer. Filmen är mycket, mycket skruvad. Gordon är en mycket mycket skruvad karaktär. Filmen saknar helt verklighetsförankring. 

## Om filmen
Freddy Got Fingered regisserades av Tom Green, som även skrivit filmens manus tillsammans med Derek Harvie. Green spelar också själv huvudrollen i filmen.

## Rollista (urval)
- Tom Green - Gord Brody
- Rip Torn - Jim Brody
- Marisa Coughlan - Betty
- Eddie Kaye Thomas - Freddy Brody
- Harland Williams - Darren
- Anthony Michael Hall - Mr. Davidson
- Drew Barrymore - Davidsons receptionist